# Pulgar (Toledo)
Pulgar es un municipio y localidad española de la provincia de Toledo, en la comunidad autónoma de Castilla-La Mancha. El término municipal cuenta con una población de 1600 habitantes (INE 2024).

## Toponimia
El topónimo «Pulgar» deriva del latín pollicaris, pudiendo significar «la parte del sarmiento que con dos o tres yemas se deja en la vides al podarlas para que en ellas broten vástago».

## Geografía
El término municipal de Pulgar linda con los de Noez, Mazarambroz, Las Ventas con Peña Aguilera, Cuerva y Totanés.

## Historia
En el siglo XII era un alquería situada en la Sisla de Toledo.
En 1243, el arzobispo de Toledo cambió al rey Fernando III entre otros a Pulgar por Baeza y Añover de Tajo. Tres años más tarde el rey la vendería a la ciudad de Toledo junto con otros municipios de la comarca.
A mediados del siglo XIX, el lugar tenía contabilizada una población de 398 habitantes. Aparece descrito en el decimotercer volumen del Diccionario geográfico-estadístico-histórico de España y sus posesiones de Ultramar de Pascual Madoz de la siguiente manera:

PULGAR: l. con ayunt. en la prov. y dióc. de Toledo (4 leg.). part. jud. de Navahermosa (5), aud. terr. de Madrid (16), c. g. de Castilla la Nueva. sit. en un valle circundado de 2 arroyuelos; es de clima frio, reinan los vientos N. y E. y se padecen tercianas. Tiene 90 casas, la de ayunt. muy buena, con la cárcel arruinada; escuela de niños dotada con 1,100 rs. de los fondos públicos, á la que asisten 40; igl. parr. (Sto. Domingo de Guzman, con curato de primer ascenso y de provision ordinaria: la capilla mayor está fabricada sobre un cast. ant., que dicen ser de los árabes; en su circunferencia se han hallado trozos de cuevas que del cast. venian á la pobl.; y en los afueras al N. una ermita bastante deteriorada, con la advocacion de Ntra. Sra. de la Soledad. Se surte de aguas potables en varias fuentes naturales al S., y para los usos domésticos en los arroyos y pozos de las casas. Confina el térm. por N. con el de Noez y Casas-buenas; E. Mazarambroz; S. Ventas-con-Peña-Aguilera; O. Cuerva, á dist. de media leg. próximamente por todos los puntos, y comprende el desp. de Hontalba; teniendo parte en los montes de Toledo, tras la sierra del Castañar, y en el comun de San Martin de la Montiña, le bañan varios arroyos que todos se unen al N. en el riach. Guajaraz. El terreno es en lo general inferior, esceptuando algunas vegas: los caminos vecinales á los pueblos inmediatos, pasando el que por los montes de Toledo va á Sevilla, sin uso ya: el correo se recibe en la estafeta de Cuerva por balijero tres veces á la semana. prod.: trigo, cebada, centeno, algarrobas, garbanzos, guisantes y vino; se mantiene ganado lanar, vacuno y de labor, y se cria caza de todas clases. pobl.: 89 vec., 398 alm. cap. prod.: 581,690. imp.: 15,292. contr.: segun el cálculo oficial de la prov. 74'48 por 100. presupuesto municipal 4,580, del que se pagan 1,825 rs. al secretario por su dotacion y se cubre con 4,374 por ingreso de los bienes de propios, y el resto por repartimiento vecinal.
(Madoz, 1849, p. 298)

## Demografía
Cuenta con una población de 1600 habitantes (INE 2024).
| Gráfica de evolución demográfica de Pulgar entre 1842 y 2021                                                          |
| |
| Población de derecho según los censos de población del INE. Población de hecho según los censos de población del INE. |

## Administración
| Periodo   | Nombre                                    | Partido       |
| --------- | ----------------------------------------- | ------------- |
| 1979-1983 | Javier Balmaseda                          | Independiente |
| 1983-1987 | Gustavo Martín Aguado                     | PSOE          |
| 1987-1991 | Gustavo Martín Aguado                     | PSOE          |
| 1991-1995 | Gustavo Martín Aguado                     | PSOE          |
| 1995-1999 | Gustavo Martín Aguado                     | PSOE          |
| 1999-2003 | Gustavo Martín Aguado                     | PSOE          |
| 2003-2007 | Gustavo Martín Aguado Melisa Rojas Martín | PSOE          |
| 2007-2011 | Rubén Calvo García                        | PSOE          |
| 2011-2015 | Rubén Calvo García                        | PSOE          |
| 2015-2019 | Rubén Calvo García                        | PSOE          |
| 2019-2023 | Rubén Calvo García                        | PSOE          |

## Patrimonio
En la localidad se encuentra la iglesia parroquial Santo Domingo de Guzmán. En el municipio también se localizan la ermita de la Soledad del siglo XVI y el puente Ajofrín.

## Fiestas
- El primer sábado del mes de mayo se celebra una romería conocida como el día de las meriendas.
- 4 de agosto. Fiestas patronales en honor a Santo Domingo de Guzmán.
- 12 de octubre. Fiestas en honor a la copatrona del municipio, la Virgen del Pilar.
- 12 de diciembre. Iluminarias en honor a Santa Lucía por todo el pueblo de Pulgar.